# Fruktozo-1,6-bisfosforan
Fruktozo-1,6-bisfosforan – fruktoza ufosforylowana na dwóch pozycjach – obecność dwóch grup fosforanowych przy węglu 1 oraz 6. Intermediat glikolizy. Powstaje na drodze fosforylacji z fruktozo-6-fosforanu (działanie fosfofruktokinazy I). W kolejnym etapie glikolizy, jest on rozkładany przez aldolazę do fosfodihydroksyacetonu oraz aldehydu 3-fosfoglicerynowego.
Jest także allosterycznym aktywatorem kinazy pirogronianowej.

Przeczytaj ostrzeżenie dotyczące informacji medycznych i pokrewnych zamieszczonych w Wikipedii.